# Kobi Oshrat
Kobi Oshrat, född 1944 i Haifa, är en israelisk kompositör och dirigent. Han har bl.a. bidragit med, och dirigerat, musiken för Israel i Eurovision Song Contest och har även fått andra musikaliska verk publicerade runt om i världen. Han har komponerat stycket "The Paint Box" som spelades i samband med utdelningen av Nobelpriset 1995. 

## Medverkan iEurovision Song Contest
- 1979 - Hallelujah (Milk & Honey & Gali Antari) - Etta (Dirigent och kompositör)
- 1985 - Olé Olé (Izhar Cohen) - Femma (Dirigent och kompositör)
- 1987 - Shir Habatlanim (Datner & Kushnir) - Åtta (Endast dirigent)
- 1991 - Kaan (Duo Datz) - Trea (Endast dirigent)
- 1992 - Ze rak sport (Dafna Dekel) - Sexa (Dirigent och kompositör)